# Elk Haus-Simplon/2008
Samenstelling van de Elk Haus-Simplon-wielerploeg in 2008:
| Naam                 | Geboortedatum | Nationaliteit | Ploeg 2007                   |
| -------------------- | ------------- | ------------- | ---------------------------- |
| Stefan Denifl        | 20-09-1987    | Oostenrijk    |                              |
| Markus Eibegger      | 16-10-1984    | Oostenrijk    |                              |
| Clemens Fankhauser   | 02-09-1985    | Oostenrijk    |                              |
| Georg Lauscha        | 01-09-1987    | Oostenrijk    | Swiag Pro Cycling Team       |
| Robert Lauscha       | 05-06-1983    | Oostenrijk    |                              |
| Wolfgang Murer       | 22-12-1979    | Oostenrijk    |                              |
| Peter Pichler        | 12-01-1969    | Oostenrijk    |                              |
| Steffen Radochla     | 19-10-1979    | Duitsland     | Wiesenhof Felt               |
| Thomas Rohregger     | 23-12-1982    | Oostenrijk    |                              |
| Stefan Rucker        | 20-01-1980    | Oostenrijk    |                              |
| Daniel Schorn        | 21-10-1988    | Oostenrijk    | neoprof                      |
| Harald Starzengruber | 11-04-1981    | Oostenrijk    |                              |
| Jochen Summer        | 28-05-1977    | Oostenrijk    |                              |
| Björn Thurau         | 23-07-1988    | Oostenrijk    | Atlas - Romer's Hausbäckerei |
| Harald Totschnig     | 06-09-1974    | Oostenrijk    |                              |
| Gerhard Trampusch    | 11-08-1978    | Oostenrijk    | Team Volksbank               |
| Ján Valach           | 19-08-1973    | Slowakije     |                              |

## Overwinningen
Tour Ivoirien de la Paix
5e etappe: Stefan Rucker
Rund um den Henniger Turm U23
Stefan Denifl
Szlakiem Grodow Piastowskich
5e etappe: Steffen Radochla
Neuseen Classics-Rund um die Braunkohle
Steffen Radochla
Ronde van Oostenrijk
Eindklassement: Thomas Rohregger
Nationale kampioenschappen
Oostenrijk (individuele tijdrit): Stefan Denifl